# ژرژ دیتری
ژرژ دیتری (فرانسوی: Georges Detreille‎؛ ۹ سپتامبر ۱۸۹۳ – ۱۳ مه ۱۹۵۷) دوچرخه‌سوار اهل فرانسه بود.
وی در مسابقات کشوری و بین‌المللی در مجموع برندهٔ ۱ مدال طلا شده‌است.